# Cham Kākā
Cham Kākā (persiska: چم کاکا) är en ort i Iran.   Den ligger i provinsen Chahar Mahal och Bakhtiari, i den centrala delen av landet, 400 km söder om huvudstaden Teheran. Cham Kākā ligger 1 909 meter över havet och antalet invånare är 572.
Terrängen runt Cham Kākā är huvudsakligen kuperad, men åt sydost är den platt. Cham Kākā ligger nere i en dal.Runt Cham Kākā är det ganska tätbefolkat, med 160 invånare per kvadratkilometer. Närmaste större samhälle är Ben, 10,7 km väster om Cham Kākā. Trakten runt Cham Kākā består i huvudsak av gräsmarker.